# مايك سانتياغو
مايك سانتياغو (بالإنجليزية: Michael Santiago؛ مواليد 28 يوليو 1989) هو مقاتل فنون القتال المختلطة أمريكي.

## وصلات خارجية
- مايك سانتياغو على موقع يو إف سي (الإنجليزية)
- مايك سانتياغو على موقع شيردوغ (الإنجليزية)
- مايك سانتياغو على موقع Tapology.com (الإنجليزية)